# Greenwood County (Kansas)
Greenwood County ist ein County im Bundesstaat Kansas der Vereinigten Staaten. Der Verwaltungssitz (County Seat) ist Eureka. Das U.S. Census Bureau hat bei der Volkszählung 2020 eine Einwohnerzahl von 6016 ermittelt.

## Geographie
Das County liegt im mittleren Südosten von Kansas, ist im Süden etwa 70 km vom Oklahoma entfernt und hat eine Fläche von 2985 Quadratkilometern, wovon 33 Quadratkilometer Wasserfläche sind. Es grenzt im Uhrzeigersinn an folgende Countys: Lyon County, Coffey County, Woodson County, Wilson County, Elk County, Butler County und Chase County.

## Geschichte
Greenwood County wurde am 25. August 1855 gebildet und gehört zu den ersten 33 Countys, die von der ersten Territorial-Verwaltung gebildet wurden. Benannt wurde es nach Alfred B. Greenwood, einem US-Commissioner für indianische Angelegenheiten.
Insgesamt sind 14 Bauwerke und Stätten des Countys im National Register of Historic Places eingetragen (Stand 29. August 2017).

## Demografische Daten

Alterspyramide des Greenwood Countys (Stand: 2000)

Nach der Volkszählung im Jahr 2000 lebten im Greenwood County 7673 Menschen in 3234 Haushalten und 2153 Familien im Greenwood County. Die Bevölkerungsdichte betrug 3 Einwohner pro Quadratkilometer. Ethnisch betrachtet setzte sich die Bevölkerung zusammen aus 96,53 Prozent Weißen, 0,14 Prozent Afroamerikanern, 0,83 Prozent amerikanischen Ureinwohnern, 0,10 Prozent Asiaten und 0,81 Prozent aus anderen ethnischen Gruppen; 1,58 Prozent stammten von zwei oder mehr Ethnien ab. 1,72 Prozent der Bevölkerung waren spanischer oder lateinamerikanischer Abstammung.
Von den 3234 Haushalten hatten 27,1 Prozent Kinder unter 18 Jahren, die mit ihnen gemeinsam lebten. 56,5 Prozent waren verheiratete, zusammenlebende Paare, 6,6 Prozent waren allein erziehende Mütter und 33,4 Prozent waren keine Familien. 30,3 Prozent aller Haushalte waren Singlehaushalte und in 16,8 Prozent lebten Menschen mit 65 Jahren oder darüber. Die Durchschnittshaushaltsgröße betrug 2,31 und die durchschnittliche Familiengröße betrug 2,86 Personen.
23,7 Prozent der Bevölkerung waren unter 18 Jahre alt. 6,5 Prozent zwischen 18 und 24 Jahre, 23,2 Prozent zwischen 25 und 44 Jahre, 23,7 Prozent zwischen 45 und 64 Jahre und 22,8 Prozent waren 65 Jahre alt oder älter. Das Durchschnittsalter betrug 43 Jahre. Auf 100 weibliche Personen kamen 95,5 männliche Personen. Auf 100 erwachsene Frauen ab 18 Jahren kamen 91,5 Männer.
Das jährliche Durchschnittseinkommen eines Haushalts betrug 30.169 USD, das Durchschnittseinkommen einer Familie betrug 38.140 USD. Männer hatten ein Durchschnittseinkommen von 27.021 USD, Frauen 19.356 USD. Das Prokopfeinkommen betrug 15.976 USD. 8,2 Prozent der Familien und 12,5 Prozent der Bevölkerung lebten unterhalb der Armutsgrenze.

## Orte im County
- Bisbee
- Blodgett
- Burkett
- Climax
- Eureka
- Fall River
- Hamilton
- Hilltop
- Ivanpah
- Kenbro
- Lamont
- Lapland
- Madison
- Neal
- Piedmont
- Quincy
- Reece
- Rocky Ford
- Sallyards
- Severy
- Teterville
- Thrall
- Tonovay
- Utopia
- Virgil

Townships
- Bachelor Township
- Eureka Township
- Fall River Township
- Janesville Township
- Lane Township
- Madison Township
- Otter Creek Township
- Pleasant Grove Township
- Quincy Township
- Salem Township
- Salt Springs Township
- Shell Rock Township
- South Salem Township
- Spring Creek Township
- Twin Grove Township